# Philippe Broussard
Pour les articles homonymes, voir Broussard.
Philippe Broussard, né le 20 juin 1963 à Paris, est un journaliste français, directeur adjoint de la rédaction du journal Le Monde, lauréat du prix Albert-Londres en 1993.

## Biographie
Il est le fils de Robert Broussard, un célèbre commissaire de police.
Après des études au lycée Auguste-Renoir à Asnières-sur-Seine (Hauts-de-Seine), Philippe Broussard étudie l’anglais et l’histoire à l’université de Nanterre puis à Paris III. Il s’initie au journalisme comme stagiaire à France-Soir puis comme rédacteur du principal fanzine alternatif de l’époque, New Wave.
En 1983, il intègre le Centre de formation des journalistes (CFJ), dont il sera diplômé en 1985. Il entre alors au Matin de Paris, pour lequel il couvre le drame du stade du Heysel, à Bruxelles, avant le match de football Liverpool-Juventus. Nommé responsable du service des sports du Matin de Paris, il s’entoure de trois autres diplômés du CFJ, de la même promotion (1985) : Claude Askolovitch, Pascal Ceaux et Gilles van Kote.
De 1985 à 1987, Philippe Broussard couvre divers événements pour Le Matin. Spécialiste du monde des supporters de football et du mouvement skinhead, il consacre de nombreux reportages au hooliganisme. En août 1987, il rejoint avec Askolovitch, Ceaux et Van Kote, la rédaction du quotidien Le Sport, concurrent de L'Équipe. Dix mois plus tard, à la disparition de ce journal, il est pigiste pendant cinq mois.
Après une brève expérience de reporter à France Info, il rejoint Le Monde le 1er janvier 1989 comme reporter au service des sports. Il couvrira de nombreux événements : Coupe du monde de football de 1990, finales européennes, Coupe du monde de rugby 1991, jeux olympiques d’hiver d’Albertville (1992).
En 1990, Philippe Broussard publie son premier livre Génération Supporter. Cet ouvrage aura un fort retentissement chez les ultras français. En mai 1992, Philippe Broussard est blessé lors de la catastrophe de Furiani, à Bastia. À son retour à la rédaction du Monde, en septembre, il devient reporter au service des Informations générales, sous la direction d’Edwy Plenel. En mai 1993, une série de longs articles sur l’odyssée tragique de passagers clandestins africains à bord d’un cargo ukrainien lui vaut de recevoir le prestigieux prix Albert-Londres.
À cette époque, il est également manager du groupe de skinheads R.A.S. et fonde la maison de disque punk Fomb Records.
Philippe Broussard poursuit sa carrière de grand reporter au Monde, effectuant des reportages en France mais aussi à l’étranger (Rwanda, Russie, Népal, Chili, Argentine, Ouganda, territoires palestiniens…). En 2000, il rejoint le service « Horizons » (pool des grands reporters) du Monde, alors dirigé par Eric Fottorino et Sylvie Kauffmann. C’est pour ce service qu’il couvrira quelques-uns des principaux événements du début du millénaire : attentats du 11 septembre 2001, guerre d'Irak…
En 2002, Philippe Broussard collabore à la biographie de l’ancien capitaine de l'équipe de France de football, Marcel Desailly. Après avoir été rédacteur en chef adjoint puis rédacteur en chef du service « Horizons », il quitte Le Monde en 2005 pour devenir grand reporter au service « étranger » de l’hebdomadaire L'Express. Un an plus tard, à la demande du nouveau directeur de la rédaction, Christophe Barbier, il prend la tête du service « société-sciences ».
Au début de 2009, Christophe Barbier lui confie la direction du service « Enquêtes » de L’Express.
En janvier 2016, Philippe Broussard quitte L’Express pour devenir journaliste indépendant, collaborateur régulier de M, le magazine du Monde. Il est aussi auteur de plusieurs livres et directeur de collection aux éditions Stock.
Il réalise également deux documentaires de la collection « Instantané d’histoire » diffusée sur Arte au printemps 2017.
À partir du 1er septembre 2017, il rejoint Le Monde à temps plein comme directeur-adjoint de la rédaction.  
Il réalise de 2020 à 2024 une enquête pour Le Monde sur le mystérieux auteur de milliers de clichés réalisés clandestinement dans le Paris de l’Occupation, parvenant à l’identifier sous le nom de Raoul Minot, employé du Printemps. Elle est publiée dans Le Monde du 12 au 17 août 2024, sous la forme d’une série de cinq épisodes.

## Œuvre

### Documentaires
- Marcel Binet, un marin en Indochine (26 minutes, collection « Instantané d’histoire »).
- Léon Collin, un médecin aux bagnes (26 minutes, collection « Instantané d’histoire »).

### Ouvrages
- Philippe Broussard, Génération supporter : enquête sur les ultras du football, Paris, Robert Laffont, 16 octobre 1990, 376 p. (ISBN 2-221-06914-5)
- Philippe Broussard, Les Rebelles de l’Himalaya, Denoël, 3 octobre 1996, 250 p. (ISBN 2-207-24103-3)
- Philippe Broussard et Danielle Laeng, La prisonnière de Lhassa : Ngawang Sangdrol, religieuse et résistante, Stock, 2001, 250 p. (ISBN 978-2-234-05401-1), consacré à la militante tibétaine Ngawang Sangdrol.
- Marcel Desailly, Capitaine, Paris, Stock, 23 mars 2002, 350 p. (ISBN 2-234-05478-8)
- Robert Broussard et Philippe Broussard, Commissaire Broussard : Mémoires, Stock, 26 octobre 2005 (ISBN 2-234-05834-1)
- Philippe Broussard et Jean-Marie Pontaut, Les Grandes affaires de la Cinquième République, L’Express, 18 novembre 2010, 494 p. (ISBN 978-2-84343-760-1 et 2-84343-760-1)
- Philippe Broussard, La disparue de San Juan : Argentine, octobre 1976, Paris, Stock, 2 février 2011, 435 p. (ISBN 978-2-234-06251-1)
- Philippe Broussard, Vivre cent jours en un, Stock, 11 mars 2015, 240 p. (ISBN 978-2-234-07546-7)
- Philippe Broussard, A la recherche de Ginka, Paris, Stock, 28 février 2018, 272 p. (ISBN 978-2-234-08180-2)

### Reportages
- Mosco Boucault et Philippe Broussard, Un corps sans vie de 19 ans, Zek Productions et France 3, 17 octobre 2010 (lire en ligne), documentaire télévisé consacré au destin tragique d'une jeune prostituée bulgare.
- 1940-1942, Sur les traces du photographe inconnu et de ses centaines d’images clandestines du Paris de l’Occupation. Le Monde, août 2024. Épisode 1. Épisode 2. Épisode 3. Épisode 4. Épisode 5.